# Port lotniczy Rafael Hernandez
Port lotniczy Rafael Hernandez – port lotniczy, zlokalizowany w portorykańskim mieście Aguadilla.

## Linie lotnicze i połączenia
| Linia lotnicza    | Kierunek                                       |
| ----------------- | ---------------------------------------------- |
| Frontier Airlines | 1. Orlando                                     |
| JetBlue           | 1. Fort Lauderdale 2. Nowy Jork-JFK 3. Orlando |
| SkyHigh           | 1. Santo Domingo (powrót 3 października 2024)  |
| United Airlines   | 1. Newark                                      |